# اوربانا (مریلند)
ربنا (به انگلیسی: Urbana) شهری در ایالت مریلند کشور ایالات متحده آمریکا است که جمعیت آن در سرشماری سال ۲۰۱۰ میلادی، ۹٬۱۷۵ نفر بوده‌است.